# Alexanderplatz
Alexanderplatzⓘ é uma grande praça aberta e terminal de transportes públicos no centro de Berlim, próximo do rio Spree e do Berliner Dom. Os berlinenses frequentemente a chamam apenas de Alex. 

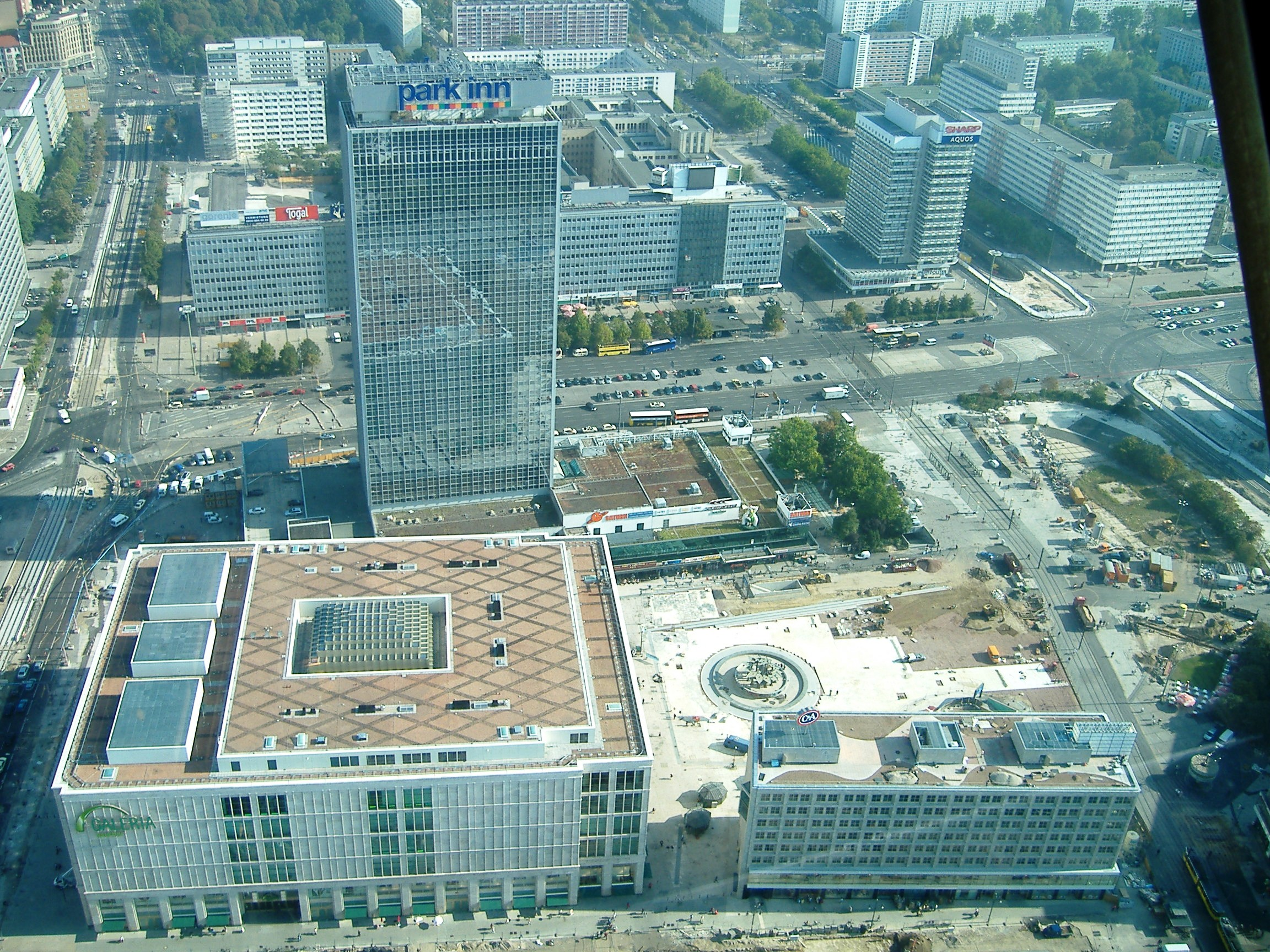
Alexanderplatz vista da Fernsehturm 2006

Originalmente uma feira de gado, recebeu seu nome em homenagem a uma visita feita à Berlim pelo czar Alexandre I da Rússia em 25 de outubro de 1805. Ganhou projeção em fins do século XIX com a construção da estação do mesmo nome e de um mercado público próximo, tornando-se um grande centro comercial. Seu auge ocorreu na década de 1920, quando, conjuntamente com a Potsdamer Platz era o coração da vida noturna de Berlim, inspirando o romance de 1929 Berlin Alexanderplatz e dois filmes baseados nele, o de Piel Jutzi em 1931 e a adaptação televisiva de 15 horas e meia feita por Rainer Werner Fassbinder e lançada em 1980.

## Galeria de imagens

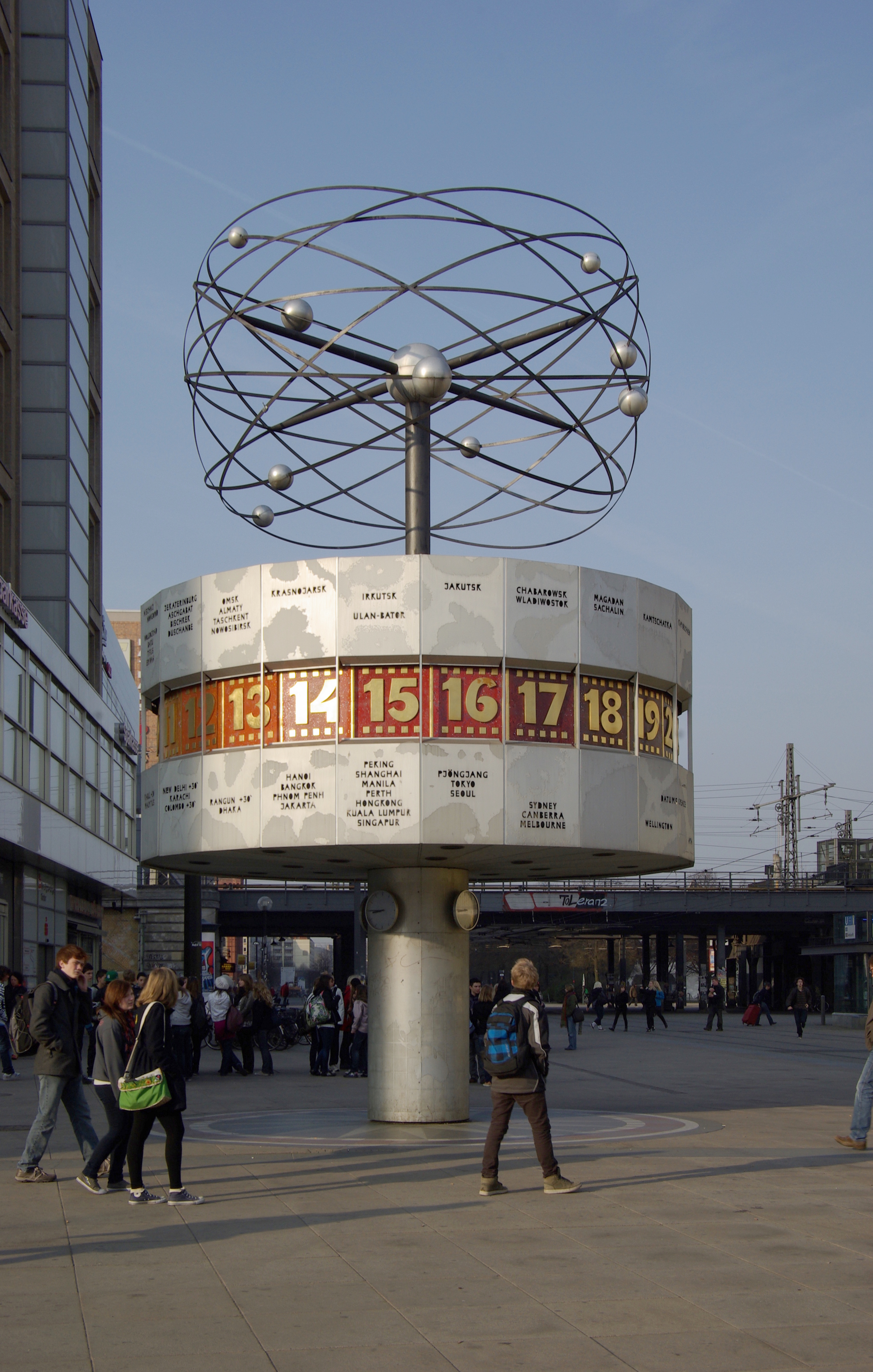
Weltzeituhr (Relógio mundial)
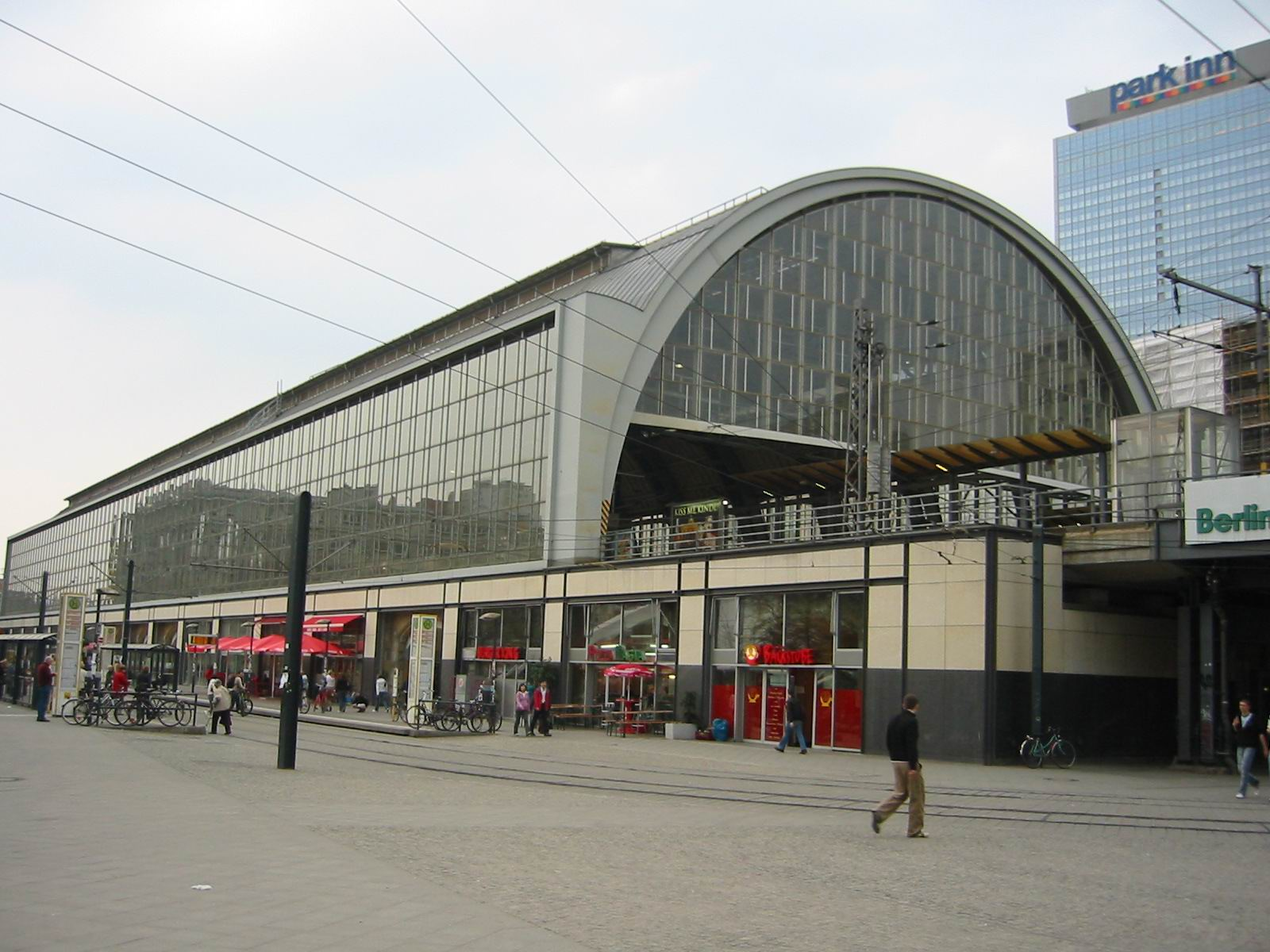
Bahnhof Alexanderplatz
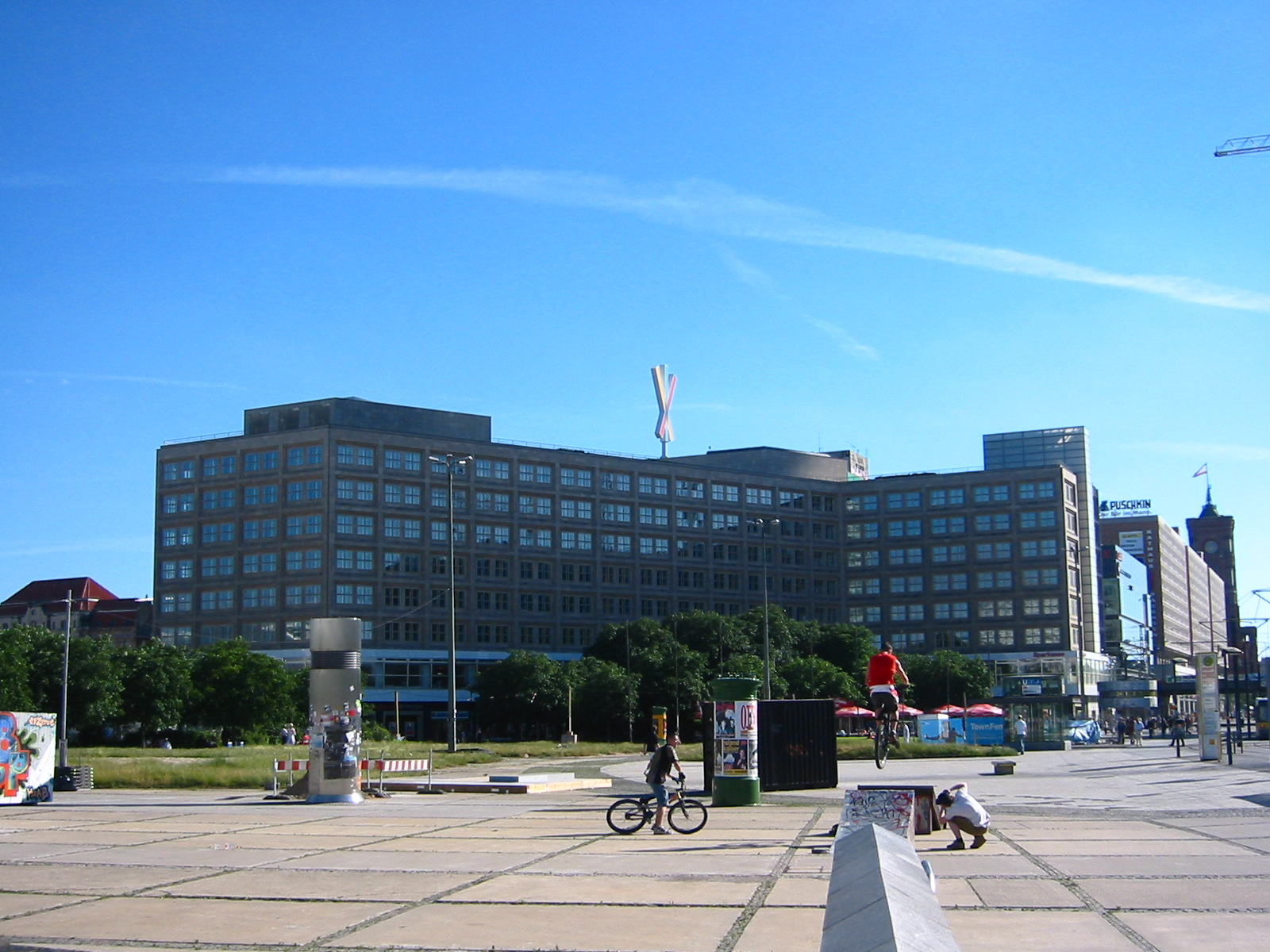
Alexanderhaus
- Vídeo: Alexanderplatz à noite